# Adelajda Szwabska
Adelajda (ur. jesienią 1045 zapewne w Goslarze, zm. 11 stycznia 1096 w Quedlinburgu) – opatka klasztorów w Bad Gandersheim od 1061 i w Quedlinburgu od 1063 r.
Adelajda była najstarszą córką cesarza Henryka III i jego drugiej żony Agnieszki z Poitou. W 1061 została następczynią swojej starszej przyrodniej siostry jako opatka w Gandersheim, a dwa lata później w Quedlinburgu.
Jako opatka kontynuowała politykę nadawania w lenno dóbr klasztornych co powodowało konflikty z kanoniczkami. W 1070 r. pożar strawił opactwo Quedlinburg, a 6 lipca 1081 Gandersheim.
Adelajda została pochowana w opactwie Quedlinburg. W krypcie kościoła przypomina ją płyty pochodząca z czasu ponownej konsekracji świątyni w 1129 r.

## Literatura
- Thomas Vogtherr, Die salischen Äbtissinnen des Reichsstifts Quedlinburg., [w:] Von sacerdotium und regnum. – Köln: Böhlau, 2002 (S. 405–420) ISBN 3-412-16401-1.
- Kurt Kronenberg, Die Äbtissinen des Reichsstifts Gandersheim. – Bad Gandersheim: Vlg. Gandersheimer Tageblatt, 1981
- Black, Mechthild, Die Töchter Heinrichs III. und der Kaiserin Agnes. [w:] Vinculum Societatis: Festschrift für Joachim Wollasch, 1991. – S. 36–57
- Black-Veldtrup, Mechthild: Kaiserin Agnes (1043-1077): Quellenkritische Studien. – Köln: Böhlau, 1995